# إسبانيا في الألعاب الأولمبية الصيفية 1964
شارك إسبانيا في دورة الألعاب الأولمبية الصيفية 1964، التي أقيمت في طوكيو باليابان، في الفترة الممتدة من 10 أكتوبر حتى 24 أكتوبر، بوفد قوامه 51 رياضي (48 رجل، 3 نساء) في 9 رياضات.
لم يحصد إسبانيا أي ميدالية في هذه الدورة.

## أفضل النتائج
| الترتيب | الرياضي                     | المنافسة                 | المسابقة              |
| الرابع  | منتخب إسبانيا - رجال        | هوكي الحقل               | بطولة الرجال          |
| الخامس  | دومينغو باريراس كورباس      | ملاكمة                   | وزن تحت 64 كغم - رجال |
| الخامس  | خوسيه مانويل لوبيث رودريغيث | دراجات هوائية على الطريق | سباق الطريق - رجال    |
| السادس  | لويس فيليبي أريتا           | ألعاب القوى              | قفز طويل - رجال       |